# IHeartRadio Music Awards de 2022
O iHeartRadio Music Awards de 2022 foi realizado na Shrine Auditorium em Los Angeles, Califórnia, nos Estados Unidos em 22 de março de 2022, e foi transmitido ao vivo pela Fox. Apresentado pelo rapper e ator norte-americano LL Cool J, a premiação voltou à sua programação tradicional de março depois que os dois últimos eventos foram alterados ou adiados devido à pandemia de COVID-19.

## Apresentações
Os artistas foram anunciados em 9 de março de 2022, no website da iHeartRadio.
| Artista(s)                       | Canção(ões) | Apresentado(s) por |
| -------------------------------- | --- | ------------------ |
| LL Cool J DJ Z-Trip Jabbawockeez | Medley: "Mama Said Knock You Out" "Flava in Ya Ear" "Rampage" "The Boomin' System" "Rock the Bells" | —                  |
| Måneskin                         | "Beggin'" I Wanna Be Your Slave" | Shaun White        |
| John Legend Charlie Puth         | Medley: "See You Again" (John Legend) "Ordinary People" (Charlie Puth) "We Don't Talk Anymore" (John Legend) "Tonight (Best You Ever Had)" (Charlie Puth) "Attention" (John Legend) "All of Me" (Charlie Puth) "Dope" "Light Switch" | Gina Torres        |
| Jennifer Lopez                   | "On My Way" "Get Right" | Billy Porter       |
| Jason Aldean                     | Medley: "Dirt Road Anthem" "Trouble with a Heartbreak" "If I Didn't Love You" | Lainey Wilson      |
| Megan Thee Stallion              | "Megan's Piano" "Sweetest Pie" | Kelly Rowland      |

## Vencedores e indicados
O iHeartRadio anunciou os indicados em 27 de janeiro de 2022.
Os vencedores são listados primeiro e em negrito.
| Canção do Ano | Cantora do Ano (apresentado por Avril Lavigne) |
| --- | --- |
| - "Levitating" – Dua Lipa - "Bad Habits" – Ed Sheeran - "Drivers License" – Olivia Rodrigo - "Easy on Me" – Adele - "Kiss Me More" – Doja Cat com part. de SZA - "Leave the Door Open" – Silk Sonic (Bruno Mars e Anderson .Paak) - "Montero (Call Me by Your Name)" – Lil Nas X - "Peaches" – Justin Bieber com part. de Daniel Caesar e Giveon - "Positions" – Ariana Grande - "Stay" – The Kid Laroi e Justin Bieber     | - Olivia Rodrigo - Doja Cat - Ariana Grande - Dua Lipa - Taylor Swift |
| Cantor do Ano (apresentado por Willow Smith) | Melhor Dupla/Grupo do Ano (apresentado por Robin Thicke e Nicole Scherzinger) |
| - Lil Nas X - Justin Bieber - Drake - Ed Sheeran - The Weeknd | - Silk Sonic (Bruno Mars e Anderson .Paak) - AJR - BTS - Dan + Shay - Maroon 5 |
| Álbum do Ano (por gênero) | Melhor Colaboração (apresentado por Danica McKellar e Oliver Hudson) |
| - Rock alternativo: Happier Than Ever – Billie Eilish - Country: Dangerous: The Double Album – Morgan Wallen - Dance: Future Nostalgia – Dua Lipa - Pop latino/Reggaeton: KG0516 – Karol G - Pop: 30 – Adele - R&B: An Evening with Silk Sonic – Silk Sonic (Bruno Mars e Anderson .Paak) - Hip hop: The Off-Season – J. Cole - Regional Mexicano: Corta Venas – Eslabon Armado - Rock: Medicine at Midnight – Foo Fighters | - "Stay" – The Kid Laroi e Justin Bieber - "Best Friend" – Saweetie com part. de Doja Cat - "If I Didn't Love You" – Jason Aldean e Carrie Underwood - "Kiss Me More" – Doja Cat com part. de SZA - "Peaches" – Justin Bieber com part. de Daniel Caesar e Giveon |
| Revelação de Pop (apresentado por Shaun White) | Canção de Rock Alternativo do Ano (apresentado por Taylor Momsen) |
| - Olivia Rodrigo - Giveon - The Kid Laroi - Måneskin - Tate McRae | - "Monsters" – All Time Low com part. de Blackbear - "All My Favorite Songs" – Weezer com part. de AJR - "Follow You" – Imagine Dragons - "My Ex's Best Friend" – Machine Gun Kelly com part. de Blackbear - "Shy Away" – Twenty One Pilots |
| Artista de Rock Alternativo do Ano | Revelação de Música Alternativa (apresentado por Shaun White) |
| - Machine Gun Kelly - All Time Low - Billie Eilish - Imagine Dragons - Twenty One Pilots | - Måneskin - Cannons - Clairo - Girl in Red - Willow Smith |
| Canção de Rock do Ano | Artista de Rock do Ano |
| - "Waiting on a War" – Foo Fighters - "And So It Went" – The Pretty Reckless - "Living the Dream" – Five Finger Death Punch - "Nowhere Generation" – Rise Against - "Wait a Minute My Girl" – Volbeat | - Foo Fighters - Chevelle - Five Finger Death Punch - Mammoth WVH - The Pretty Reckless |
| Canção de Country do Ano (apresentado por Lainey Wilson) | Artista de Country do Ano |
| - "If I Didn't Love You" – Jason Aldean e Carrie Underwood - "The Good Ones" – Gabby Barrett - "Famous Friends" – Chris Young e Kane Brown - "Forever After All" – Luke Combs - "Just the Way" – Parmalee e Blanco Brown | - Luke Combs - Jason Aldean - Luke Bryan - Miranda Lambert - Thomas Rhett |
| Revelação de Country (apresentado por Shaun White) | Canção de Dance do Ano |
| - Lainey Wilson - Tenille Arts - Ryan Hurd - Parker McCollum - Niko Moon | - "Do It to It" – Acraze com part. de Cherish - "Bed" – Joel Corry, Raye e David Guetta - "Heartbreak Anthem" – Galantis, David Guetta and Little Mix - "Love Tonight" – Shouse - "You" – Regard, Troye Sivan e Tate McRae |
| Artista de Dance do Ano (apresentado por Dove Cameron e Heidi Klum) | Canção de Hip-Hop do Ano |
| - David Guetta - Joel Corry - Anabel Englund - Regard - Swedish House Mafia | - "What You Know Bout Love" – Pop Smoke - "Essence" – Wizkid com part. de Tems - "Time Today" – Moneybagg Yo - "Up" – Cardi B - "Way 2 Sexy" – Drake com part. de Future e Young Thug |
| Artista de Hip-Hop do Ano | Revelação de Hip-Hop (apresentado por Shaun White) |
| - Drake - Lil Baby - Megan Thee Stallion - Moneybagg Yo - Pop Smoke | - Yung Bleu - Bia - Coi Leray - Lil Tjay - Pooh Shiesty |
| Canção de R&B do Ano | Artista de R&B do Ano |
| - "Leave the Door Open" – Silk Sonic (Bruno Mars e Anderson .Paak) - "Damage" – H.E.R. - "Good Days" – SZA - "Heartbreak Anniversary" – Giveon - "Pick Up Your Feelings" – Jazmine Sullivan | - Jazmine Sullivan - Giveon - H.E.R. - Silk Sonic (Bruno Mars e Anderson .Paak) - Tank |
| Revelação de R&B (apresentado por Shaun White) | Canção de Pop Latino/Reggaeton do Ano |
| - Giveon - Chlöe - Tone Stith - VanJess - Vedo | - "Pepas" – Farruko - "Bichota" – Karol G - "In Da Getto" – J Balvin e Skrillex - "Todo De Ti" – Rauw Alejandro - "Yongauni" – Bad Bunny |
| Artista de Pop Latino/Reggaeton do Ano | Revelação Latina (apresentado por Shaun White) |
| - Bad Bunny - J Balvin - Camilo - Farruko - Karol G - Rauw Alejandro | - Grupo Firme - Eslabon Armado - María Becerra - Nicki Nicole - Tokischa |
| Canção Regional Mexicana do Ano | Artista Regional Mexicano do Ano |
| - "La Casita" – Banda Sinaloense MS De Sergio Lizárraga - "A La Antigüita" – Calibre 50 - "Dime Cómo Quieres" – Christian Nodal e Ángela Aguilar - "Mi Primer Derrota" – La Arrolladora Banda El Limón De René Camacho - "¿Qué Tienen Tus Palabras?" – Banda El Recodo de Cruz Lizárraga - "Saludos a Mi Ex" – Edwin Luna y La Trakalosa de Monterrey                                                                       | - Calibre 50 - Banda Sinaloense MS De Sergio Lizárraga - La Arrolladora Banda El Limón De René Camacho - Edwin Luna y La Tracalosa de Monterrey - Christian Nodal |
| Revelação de Rock (apresentado por Shaun White) | Melhor Álbum de Comeback (votado pelos fãs) |
| - Mammoth WVH - All Good Things - Architects - Ayron Jones - Zero 9:36 | - Adele – 30 - ABBA – Voyage - Bleachers – Take the Sadness Out of Saturday Night - Drake – Certified Lover Boy - Foo Fighters – Medicine at Midnight - Lorde – Solar Power - Kacey Musgraves – Star-Crossed |
| Melhor Letra (votado pelos fãs) | Melhor Cover (votado pelos fãs) |
| - "All Too Well (10 Minute Version) (Taylor's Version) (From the Vault)" – Taylor Swift - "Bad Habits" – Ed Sheeran - "Deja Vu" – Olivia Rodrigo - "Drivers License" – Olivia Rodrigo - "Easy on Me" – Adele - "Heat Waves" – Glass Animals - "Leave the Door Open" – Silk Sonic (Bruno Mars e Anderson .Paak) - "Montero (Call Me by Your Name)" – Lil Nas X - "Your Power" – Billie Eilish                                | - "Good 4 U" (Olivia Rodrigo) – Camila Cabello - "Fix You" (Coldplay) – Kacey Musgraves - "Happier Than Ever" (Billie Eilish) – Shawn Mendes - "Heather" (Conan Gray) – Tate McRae - "Jolene" (Dolly Parton) – Lil Nas X - "I'm Still Standing" (Elton John) – Demi Lovato - "Nothing Else Matters" (Metallica) – Miley Cyrus                                                                                               |
| Melhores Fãs (votado pelos fãs) | Melhor Videoclipe (votado pelos fãs) |
| - BTS – BTSARMY - Justin Bieber – Beliebers - Big Time Rush – Rushers - Ariana Grande – Arianators - Selena Gomez – Selenators - Megan Thee Stallion – Hotties - Olivia Rodrigo – Livies - Harry Styles – Harries - Taylor Swift – Swifties - Louis Tomlinson – Louies - Why Don't We – Limelights | - "Butter" – BTS - "Bad Habits" – Ed Sheeran - "Build a Bitch" – Bella Poarch - "Drivers License" – Olivia Rodrigo - "Kiss Me More" – Doja Cat com part. de SZA - "Leave the Door Open" – Silk Sonic (Bruno Mars e Anderson .Paak) - "Montero (Call Me by Your Name)" – Lil Nas X - "Peaches" – Justin Bieber com part. de Daniel Caesar e Giveon - "Save Your Tears" – The Weeknd - "Stay" – The Kid Laroi e Justin Bieber |
| Prêmio Estrela Social (voto social) | Fotógrafo de Turnê Favorito (voto social) |
| - Bella Poarch - Tayler Holder - Jax - Jordy - Claire Rosinkranz - Tai Verdes | - Love On Tour (Harry Styles) – Anthony Pham - 2021 Tour (Maroon 5) – Travis Schneider - All-American Road Show Tour (Chris Stapleton) – Andy Barron - The Comeback Tour (Zac Brown Band) – Projectblackboxx - Hella Mega Tour (Fall Out Boy e Green Day) – Elliott Ingham - Remember This Tour (Jonas Brothers) – Cynthia Parkhurst - What You See Is What You Get Tour (Luke Combs) – David Bergman                       |
| Bop do TikTok do Ano (voto social) | Compositor do TikTok do Ano (voto social) |
| - "Good 4 U" – Olivia Rodrigo - "Beggin'" – Måneskin - "Just for Me" – PinkPantheress - "Kiss Me More" – Doja Cat com part. de SZA - "Montero (Call Me by Your Name)" – Lil Nas X - "Stay" – The Kid Laroi e Justin Bieber - "Thot Shit" – Megan Thee Stallion - "Twinnem" – Coi Leray - "Up" – Cardi B - "Woman" – Doja Cat                                                                                                | - Jax - Aston - Sarah Barrios - Alexa Chalnick - Ellie Dixon - Cassa Jackson - Peytan Porter - vaultboy - Lauren Weintraub |
| Produtor do Ano | Compositor do Ano |
| - Finneas - Max Martin - Oscar Holter - Blake Slatkin - Travis Barker | - Omar Fedi - Ashley Gorley - Dan Nigro - Belly - Andrew Goldstein |
| Turnê do Ano | Prêmio Ícone (apresentado por LL Cool J) |
| - Harry Styles – Love On Tour | - Jennifer Lopez |
| Prêmio Pioneiro (apresentado por Kelly Rowland) | Prêmio iHeartRadio Chart Ruler |
| - Megan Thee Stallion | - "Stay" – The Kid Laroi e Justin Bieber |